# Heidberg (Odenthal)
Heidberg ist ein Ortsteil in Unterodenthal in der Gemeinde Odenthal im Rheinisch-Bergischen Kreis. Er liegt südlich von Voiswinkel. Heute verläuft hier die Straße Heidberger Hof.

## Geschichte
Der Eigenname Heidberg ist entstanden aus dem Wort Heide, weil hier vor der Besiedlung eine entsprechende Vegetation vorherrschte, und dem Wort Berg, weil es auf einer Anhöhe liegt. Die erste urkundliche Erwähnung datiert vom 11. Januar 1414. In dieser Urkunde wird Heidberg als Lehngut der Hofschaft Osenau ausgewiesen.
Während des Spanischen Erbfolgekriegs hatten auch die Odenthaler ihre Beiträge zur Landesverteidigung zu leisten. In diesem Zusammenhang wird unter anderem ein Peter zum Heydtberg aufgelistet. Er hatte 4 Faschinen und 12 Pfähle zu stellen.
Die Topographia Ducatus Montani des Erich Philipp Ploennies, Blatt Amt Miselohe, belegt, dass der Wohnplatz 1715 als Hof kategorisiert wurde und mit Heberg bezeichnet wurde. Carl Friedrich von Wiebeking benennt die Hofschaft auf seiner Charte des Herzogthums Berg 1789 als Heidberg. Aus ihr geht hervor, dass Heidberg zu dieser Zeit Teil von Unterodenthal in der Herrschaft Odenthal war.
Unter der französischen Verwaltung zwischen 1806 und 1813 wurde die Herrschaft aufgelöst und Heidberg wurde politisch der Mairie Odenthal im Kanton Bensberg zugeordnet. 1816 wandelten die Preußen die Mairie zur Bürgermeisterei Odenthal im Kreis Mülheim am Rhein.
Der Ort ist auf der Topographischen Aufnahme der Rheinlande von 1824 und auf der Preußischen Uraufnahme von 1840 als Heiberg verzeichnet. Ab der Preußischen Neuaufnahme von 1892 ist er auf Messtischblättern regelmäßig als Heidberg oder ohne Namen verzeichnet.
| Jahr | Einwohner | Wohn- gebäude | Kategorie  |
| ---- | --------- | ------------- | ---------- |
| 1822 | 17        |               | Ackergüter |
| 1830 | 19        |               | Ackergut   |
| 1845 | 23        | 3             | Ackergüter |
| 1871 | 13        | 3             | Hofstelle  |
| 1885 | 16        | 3             | Wohnplatz  |
| 1895 | 15        | 4             | Wohnplatz  |
| 1905 | 13        | 3             | Wohnplatz  |